# Love Travels at Illegal Speeds

Love Travels at Illegal Speeds, paru le 13 mars 2006, est le sixième album solo de l'ancien guitariste de Blur Graham Coxon.
Il est dans la droite ligne de son prédécesseur (Happiness In Magazines) : titres énergiques, guitares saturées et mélodies entraînantes.

## Titres
- Standing On My Own Again
- I Can't Look At Your Skin
- Don't Let Your Man Know
- Just A State Of Mind
- You & I
- Gimme Some Love
- I Don't Wanna Go Out
- Don't Believe Anything I Say
- Tell It Like It Is
- Flights To The Sea (Lovely Rain)
- What's He Got ?
- You Always Let Me Down
- See A Better Day